# آنگوستورا (انتیوکیا)
آنگوستورا (انگلیسی: Angostura, Antioquia) نام شهری در کشور کلمبیا است.